# Blood+
Blood+ (BLOOD+ (ブラッドプラス), Buraddo Purasu, chamado de Blood More ou Blood Plus) é uma série de anime, produzida por Production I.G, Sony e Aniplexe dirigido por Junichi Fujisaku. Conta a história de uma garota chamada Saya, encarregada de matar estranhas criaturas chamadas Chiropteras.
Blood+ foi inspirado no filme de animação de 2000, Blood: The Last Vampire, entretanto, não se trata de uma continuação, pois aproveita apenas algumas alusões e elementos básicos do filme, seguindo cronologias e ambientação quase que completamente distintas. Fujisaku esteve envolvido em ambos os trabalhos, inclusive sendo como diretor de Blood+  e escrevendo a novelização de Blood: The Last Vampire.
Foi ao ar no Japão pelo canal pago Animax, e os canais locais MBS, TBS, RKB, em 8 de Outubro de 2005, à 23 de Setembro de 2006. A série também foi disponibilizada em vídeos de alta resolução no AII.co.jp, para usuários assinantes. A série foi exibida no Brasil, pela Animax desde Abril de 2007 e nos Estados Unidos pelo Cartoon Network.
Atualmente no Brasil, o Anime também está disponível dublado para assinantes do Vivo Play.

## História
Saya é uma colegial que tem uma vida normal com sua família adotiva. Porém, não consegue se lembrar de nada do seu passado, e o limite de sua memória é de eventos ocorridos apenas há menos de um ano. Saya foi adotada por um militar aposentado, que a criou junto com seus dois outros filhos também adotados, Riku e Kai.
Quando Saya reencontra Hagi e ouve sua melodia, ela começa a se recordar da sua vida, mas a medida que sua memória retorna, os problemas de Saya também voltam.
Assim, entra em uma batalha contra os Chiropterans, já que seu sangue é o único que pode derrotá-los. Entretanto, descobre não é a única rainha do Chiropterans. Diva, sua irmã gêmea(na verdade um pouco mais nova), pretende acabar com os humanos, junto com seus cavaleiros (chevalier). Amshel é o líder deles, que junto a Joel, descobriu os "casulos" de Diva e Saya ainda bebês.
A história se passa com Saya lutando com os Chiropterans e com a própria irmã, para descobrir o seu lugar no mundo, como algo que não é um ser humano.

## Personagens

### Principais
- Saya Otonashi

Parece uma simples menina de colegial meiga e indefesa, é adotada e não se lembra de nada que ocorreu em sua vida desde um ano atrás.
Precisa fazer transfusão de sangue sempre, e em um desses dias quando voltava do hospital, encontrou Hagi começando assim sua saga.
Os flashbacks fazem com que Saya se lembre vagamente de suas lutas e Hagi ao lhe dar seu sangue faz com que seu instinto a conduza e derrote os Chiropterans.
- Hagi

Eterno companheiro e fiel de Saya, foi comprado ainda criança por Amshel para ser o amante da garota. Seus pais aceitam um pedaço de pão como troca do filho. Aprende com esta a tocar o violoncelo. Ele se torna um homem e percebe que Saya ainda aparenta ser uma adolescente, como a conheceu. Questionando Joel,  descobre que ela é “diferente”. É transformado em Chevalier por Saya após cair de um penhasco na tentativa de conseguir um Lírio que ela desejava presentear a Joel. Tem sua mão direita decepada por Saya durante uma crise desta, após ser acordada antes do tempo em plena Guerra do Vietnã. Por ser Chevalier, pôde recolocar sua mão, porém ela não retorna a forma humana, permanecendo na forma chiroptera, o que é escondido pelas ataduras. Ele ajuda Saya a eliminar os Chiropterans, agindo muitas vezes como um escudo para ela. É visto sempre carregando o case excêntrico do violoncelo. Tem aparência vampiresca: pálido, alto, magro, cabelo escuro e comprido, roupas sombrias. No último episódio, confessa seu amor a Saya com um beijo.
- David

Membro da Escudo Vermelho, David assumiu o trabalho que seu pai tinha, o de guiar Saya toda vez que ela despertasse. 
David é um dos membros mais velhos da escudo vermelho, ex-militar. Sempre teve uma atração pela Júlia, no final aparentemente eles ficam juntos e Júlia aparece grávida.
'Lewis'
Também é membro do Escudo Vermelho e ex agente da C.I.A. é o personagem que traz comédia a trama por ser a pessoa que alopra todos os outros personagens com suas piadas.
- Kai Miyagusuku

Irmão adotado de Saya se preocupa muito com ela e com Riku, porém mantém a pose de durão. No começo não entende o que Saya é ou o que ela tem que fazer, mas no decorrer da série não só começa a entendê-la como também a ajuda. 
Acaba se tornando membro da escudo vermelho e trabalhando com David. No final convence Saya a não pedir que Hagi a matasse e as filhas da Diva, Kanade e Hibiki. Na cena final da série, é visto cuidando das filhas da Diva.
- Riku Miyagusuku

Irmão mais novo de Saya e Kai. Saya o transformou em chevalier por insistência de Kai, após ter sido gravemente machucado por Diva. Saya nunca se perdoou por isso, mas Riku nunca a culpou, pelo contrário, sempre procurou estar perto de Saya. Diva assassina Riku, após o estuprar. Diva engravida dele.
- Solomon Goldsmith

Cavaleiro da Diva, era estudante de física e fora transformado por Diva ainda muito jovem. Sempre calmo, ele trai os irmãos quando deixa de desejar a morte de Saya, por quem se apaixona, ele à ajuda sempre que pode, mas Amshel o tortura e ele fica muito fraco. Ele tenta fazer com que Saya fique com ele, mas é rejeitado. Numa última tentativa vai matar Diva, que o surra o suficiente para deixá-lo quase sem sangue; Nathan, porém o solta e ele vai ajudar Saya novamente, e morre após essa batalha pois a espada de Saya acaba acidentamente o cortando no ombro e seu irmão (Amshel) termina de matá-lo quando ele já está cristalizando.

### Antagonistas
- Diva

Irmã gêmea de Saya (alguns segundos mais nova), seus olhos são azuis, diferente das de sua irmã, que são vermelhos. Ela fora trancada em uma torre por Amshel, quando Saya descobre a bela voz de Diva na torre, Saya pede para que ela cante na festa de Joel e em troca a soltaria da torre. Diva ao se ver livre mata Joel e todos os convidados de sua festa. Saya nunca mais a perdoou e isso iniciou a guerra entre as duas rainhas.
A bela voz de Diva faz com que os poderes dos Chiropteran que foram feitos a partir de material do seu sangue se ativem. Seu sangue mata qualquer Chiropteran criado por Saya. No final é descoberto que a própria tinha dado a luz a duas provalvelmente futuras Chiropteran Rainhas, (entregues na hora em que Diva estava cristalizando por consequência do sangue de Saya em sua barriga), Diva morre acariciando os casulos de suas filhas, relembrando o sonho que teve sobre as três.
- Amshel Goldsmith

O mais perigoso dos chevalier da Diva, o primeiro a ser transformado, ele tem planos pessoais de destruir a humanidade, é manipulador e sempre o faz com seus irmãos. Cria os Schiff porém os descarta quando percebe que eles têm vida limitada. Um homem sem escrúpulos. Em sua batalha final com Hagi leva a pior: Hagi o prende fazendo os dois serem soterrados, porém, o único que morre é o próprio Amshel.
- Nathan Mahler

Nathan é um dos mais perigosos chevalier da Diva, sempre fiel a ela quer que ela realize seus desejos também vive de olho em Saya, e faz tudo por isso, ele sabe que Amshel não se importa com Diva, quer apenas estudá-la, além disso ele parece ter sido o segundo cavaleiro da Diva, pois Solomon chama apenas ele e Amshel de "onii-sama" (irmão mais velho). Ele é um artista deixando sempre um palco armado para Saya lutar, tanto na luta contra James, quanto na contra Diva. No final, depois da morte de Diva, ele pede para ser morto por Saya, pois para a ele a vida eterna não tem sentido sem ela (Diva). Porém, ele é o único Chevalier de Diva que acaba vivo no fim, já que, posteriormente ele é visto atuando como um repórter. Nunca é explicado como ele sobrevive ao sangue da Saya, apesar de a série sugerir com uma cena em que ele fala sobre a mãe da Diva e da Saya que talvez ele já era chevalier antes de conhecer Diva, possivelmente da mãe dela.
- James Ironside

Ele parece ser apaixonado pela Diva, assim fazendo tudo para ficar com ela, mesmo significando desobedecê-la. Ele possui um corpo extremamente duro que não pode ser penetrado com facilidade. Luta com Saya e acaba saindo do palco para matá-la, no entanto Nathan o segura e diz para que ele pare, ele se recusa e Nathan o ameaça, ele recua, ele é quase morto por Saya, mas sobrevive, tendo o corpo quase todo reconstruído com parte dos schiff. No final luta com Solomon, Saya, Hagi e Lulu, e é morto pelos Stigmas.
- Carl Fei-Ong

O mais novo dos chevalier da Diva ele foi forçado por Amshel a ser cavaleiro, Carl se apaixonou por Diva, mas Diva recusou seu amor (aparentemente), ele achou que a única que poderia entendê-lo era Saya, sua inimiga e o desejo dele era que os dois morressem e ficassem o resto da eternidade juntos. Ele via a mesma solidão dele em Saya, mas a solidão deles era diferente: Saya escolheu a solidão para proteger seus amigos e Carl não tinha outra escolha. No final Carl é morto por Solomon, que salva Saya da morte.

## Chevalier
Traduzido como cavaleiros nobres, são protetores de Saya e Diva. São pessoas comuns que se tornam quiropteras ao tomar o sangue de uma das duas, se tornando chevalier daquela que quem tomou o sangue. Ao tomar o sangue, desenvolvem o genótipo "D", o que os torna mais fortes e rápidos, além de poderem mudar de forma e poderem se transformar em quiropteras e voltarem ao "normal" quando quiserem.
Os chevaliers de Saya são Hagi e Riku (que se torna chevalier no meio da saga), e os de Diva são Amshel, Nathan, James, Carl, Grigori Rasputin e Solomon (que passa para o lado de saya). Já no Blood+ adagio, é apresentado um novo Chevalier de Diva, Alexei.

## Schiffs
Schiffs são soldados criados por um grupo de cientistas liderados pelo dr. Boris, que usou o sangue de Diva para criá-los. São semelhantes aos chevaliers e aos quiropteras, mas diferem em dois aspectos: não podem se expor à luz solar, que os queima, e desenvolvem "estigmas", rachaduras que aparecem no corpo até cristalizá-los completamente.
Foram educados para lutar e conseguir conquistar tudo à força e a maioria não conhece outra forma de viver. Possuem velocidade e força sobre-humanos e cada Schiff usa uma arma diferente. Ao todo são dez, que aparecem na história.
Viviam confinados em celas dentro do laboratório que foram criados, e quando Moses, o líder, resolve escapar. Eles matam quase todos os humanos no laboratório e conseguem a informação de que deveriam tomar o sangue de Saya para se curarem dos "estigmas". Porém essa informação estava errada, e quando Irene toma o sangue de Saya, ela morre. Então os sobreviventes começam a lutar contra Diva.
No final, apenas Lulu sobrevive na luta contra Diva e a Equipe Cadáver.

## Media

### Anime
O anime de Blood+ foi apresentado no Japão em 8 de Outubro de 2005 na MBS/TBS com um novo episódio sempre indo ao ar até o último episódio transmitido em 23 de Setembro de 2006. A série é dirigida por Junichi Fujisaku e apresenta personagens feitos por Chizu Hashii. Toda temporada tem temas de abertura e encerramento separadas por uma variedade de artistas. com o último episódio usaram o tema de encerramento da temporada. A série simultaneamente foi ao ar na Animax[carece de fontes?], no canal japonês da Sony, como em outras redes no Sul e Sudeste da Ásia ainda mais tarde indo ao ar.[carece de fontes?] Em 5 de Novembro de 2008, a série começou ir ao ar na Austrália no Canal Sci Fi Channel.

### Trilha sonora
O anime Blood+ teve 4 temporadas, com 4 temas de abertura e encerramento. 4 CDs sobre a trilha sonora foram produzidos por Hans Zimmer, que lançou no Japão pela Sony Music Japan junto com sua gravadora Aniplex. Hagi Plays J.S. Bach (ハジ プレイズ J.S BACH, Hagi Plays J.S. Bach?) foi lançado em 2 de Fevereiro de 2006. Contém 6 faixas de seleções de Johann Sebastian Bach e aperfeiçoadas por Nobuo Furukawa (古川展生, Furukawa Nobuo?), que é o violoncelista atrás de Hagi tocando na série. A sétima, e última faixa é um bônus de um remix de música feito por Yoshihiro Hanno (半野喜弘, Hanno Yoshihiro?). A trilha sonora inclui um DVD com um episódio especial falando sobre a história de Hagi e um vídeo com Furukawa tocando a primeira faixa, "Prelude" (プレリュード, "Prelude"?).

#### Abertura
1.ª Temporada (episódio 1 ao 13):

"Aozora No Namida" - Hitomi Takahashi

2.ª Temporada (episódios 14 ao 25):

"Season's Call" - Hyde

3.ª Temporada (episódios 26 ao 38):

"Colors of The Heart" - UVERworld

4.ª Temporada (episódios 39 ao 50):

"Raion" - Jinn

#### Encerramento
1.ª Temporada (episódio 1 ao 13 e 50):

"Kataritsugu Koto" - Hajime Chitose

2.ª Temporada (episódios 14 ao 25):

"Cry No More" - Mika Nakashima

3.ª Temporada (episódios 26 ao 38):

"This Love" - Angela Aki

4.ª Temporada (episódios 39 ao 49):

"Brand New Map" - K

### Light novel
Foram feitas duas adaptações japonesas de light novel da série de Blood+. Blood+, escrito por Ryō Ikehata com ilustrações de Chizu Hashii, são quatro volumes adaptados, expandindo os eventos do 15.º episódio do anime e dando um melhor ponto de vista da batalha sobre os chiropterans. O primeiro volume foi lançado no Japão em 1 de Maio de 2006 pela Kadokawa Shoten sobre sua gravadora Sneaker Bunko. Os volumes retastante foram lançados de 4 em 4 meses até o volume final em 1 de Maio de 2007.
A segunda adaptação, Blood+ Russian Rose, são 2 volumes escritos por Karino Minazuki e ilustrados por Ryō Takagi. Isso foi lançado no mesmo momento que Blood+, com o primeiro volume lançado em 1 de Mario de 2006 e o segundo em 1 de Setembro de 2006. A série, publicada pela Beans Bunko, detalha a vida de Saya e Hagi no começo do século XX e a Revolução Russa.
Outras séries de novel foram licenciadas para lançarem em inglês na América do Norte pela Dark Horse Comics. Dark Horse  lançou em 19 de Março de 2008.

### Mangá
Três mangás da série Blood+ foram lançados e publicados em três diferentes revistas de mangá. A coleção de volumes foram publicadas pela Kadokawa Shoten.Todos os títulos foram lançados no Brasil pela Planet Manga a linha de mangás da Panini Group no país.
Blood+, por Asuka Katsura, é uma série de 5 volumes apresentado na revista Monthly Shōnen Ace em Julho de 2005. É baseada na história do anime, entretanto, possui várias mudanças no enredo, inclusive em termos de caracterização de alguns personagens. Blood+ Adagio, ainda chamado de Blood+ A, foi escrito por Kumiko Suekane.[carece de fontes?] Ele é uma série de 2 volumes apresentado em Setembro de 2005 na revista Beans Ace e segue a experiência de Saya e Hagi durante a Revolução Russa. A terceira séire, Blood+ Yakō Jōshi, chamado de Blood+: City of the Night Walkers, foi feita pelo Hirotaka Kisaragi e trata de uma história estrelada por Hagi antes do despertar de Saya.[carece de fontes?] Foi apresentada em Setembro na Asuka Ciel.